# Odd Roger Enoksen
Odd Roger Enoksen, född 25 september 1954 på Andøy Å i Nordland fylke, är en norsk politiker som representerar Senterpartiet. Han var Norges försvarsminister 2021-2022.
Enoksen blev invald i Stortinget första gången 1993 och var stortingsledamot till 2005. Han är utbildad agronom. Han var ordförande i Senterpartiet från 1999 till 2003. Från 16 mars 1999 till 17 mars 2000 var han kommunalminister i Kjell Magne Bondeviks första regering. Från 17 oktober 2005 till 21 september 2007 var han olje- och energiminister i Jens Stoltenbergs andra regering.
Han tillträdde 2021 som försvarsminister i Regeringen Støre men avgick ur regeringen i april 2022.